# Scotopteryx alfacaria
Scotopteryx alfacaria är en fjärilsart som beskrevs av Otto Staudinger 1859. Scotopteryx alfacaria ingår i släktet backmätare, och familjen mätare. Inga underarter finns listade.